# WarCraft: День дракона
«WarCraft: День дракона» (англ. WarCraft: Day of the Dragon) або «Помста орків» — фентезійний роман, дія якого відбувається в вигаданому всесвіті серії відеоігор WarCraft, розроблених компанією Blizzard Entertainment. Це перша книга по цій серії ігор. Написана Річардом Кнааком.

## Сюжет
Події розгортаються між іграми Warcraft II: Tides of Darkness та Warcraft III: Reign of Chaos. Людський маг на ім'я Ронін береться за ризиковане завдання в останніх землях, що контролюються орками, — у Хаз-Модані. Робить це він за наказом Красуса, який насправді є не людиною, а червоним драконом Коріалстразом, вірним своїй королеві Алекстразі, яку ув'язнили орки. За допомогою артефакту «Демонічна душа» Некрос Череподробар тримає Алекстразу в покорі та має намір використати цю владу, аби перемогти своїх ворогів.